# 吉野地震
吉野地震（よしのじしん）とは、1952年（昭和27年）7月18日午前1時10分ごろに発生したスラブ内の地震である。近畿、中国、四国、中部地方の全般から関東、東北、九州地方の一部にわたって相当の地震動を観測し近畿地方を中心に震度4を観測、滋賀、和歌山、兵庫の一部では最大震度5（強震）を観測した。

## 震源と規模
震源は北緯34度27分2秒、東経135度46分4秒で、深さは61キロメートル。地震の規模を示すマグニチュードは6.7であった。
当初、震源は和歌山県の日高川上流、あるいは三重県の櫛田川中流と推定されていたが、しばらくして奈良県中部と訂正され吉野地震と命名された。震源の測定が遅れたのは、有感半径が400キロメートル以上と広範囲にわたって観測され、また震源が地下約60キロメートルと深く、特定が困難であったためである。

## 被害
国家地方警察本部の調べによるこの地震の被害は、死者9名（奈良県3名、大阪府2名、京都府、兵庫県、滋賀県、三重県で各1名）、負傷者136名（うち大阪府75名）、住家の全壊20、半壊26、一部破損278、そのほか田畑、道路、鉄軌道、橋梁、電柱電線の損害など。被害地域は奈良県、京都府、大阪府、滋賀県、兵庫県、和歌山県、三重県、岐阜県、愛知県、石川県に及んだ。
奈良県の人的被害の詳細を見ると、深夜突然の揺れに驚き、慌てて行動している様子がみられる。吉野郡吉野町では大峰山登山のため東南院に宿泊していた男性（19歳）が、窓から20メートル下の畑に飛び降り全身を強打して即死、一緒に飛び降りた友人1名が軽傷。磯城郡大福村（現・桜井市）では避難しようとした少女（9歳）が石灯籠の下敷きになり死亡、一緒にいた母親は左足骨折の重傷。磯城郡多村（現田原本町）では自宅の座敷から庭に飛び出そうとした女性（22歳）がショックで気絶し、駆けつけた警官が救命にあたったが死亡している。
吉野山の金峯山寺では観音堂から南の塔婆堂にかけて南北に約40メートルの亀裂が2条に生じた。亀裂の幅は2センチメートルから5センチメートルで，深さは最も深いところで10センチメートル程度の軽微なものであったが、塔婆堂の南東隅が断層状に上下差約30センチメートルほど地すべりを起しており、礎石が落下し被害らしい様相を見せていた。
石灯籠の倒壊が奈良県で728基と多いが、うち648基が春日大社のものである。これは春日大社の石灯籠約1,600基の3分の1以上にあたる。春日大社の石灯籠が何基倒れたという記録は古くから地震の揺れの激しさを推測する指針とされるが、この地震での石灯籠の倒壊は、1946年（昭和21年）の昭和南海地震など過去の地震で倒壊した際の仮復旧で不安定な状態であったこと、また石灯籠の間隔が狭く密集した箇所では将棋倒しのように倒れたためで、「直ちに地震の規模やその被害程度のバロメーターとするわけにはゆかない」（『奈良県気象災害史』）と指摘されている。